# Ranibizumab
Wikipédia ne donne pas d'avis médical : seul un professionnel (médecin, pharmacien, etc.) est habilité à le faire.
Le ranibizumab, vendu sous le nom de marque Lucentis, est un fragment d'anticorps monoclonal, inhibiteur de la protéine VEGF, utilisé pour traiter la dégénérescence maculaire liée à l'âge, la rétinopathie diabétique et autres œdèmes maculaires.
En France, il figure parmi les médicaments les plus remboursés par l'Assurance maladie (remboursement brut total de 287 millions d'euros en 2023).

## Histoire
Le ranibizumab a été développé par Genentech, filiale de Roche, et commercialisé par eux aux États-Unis, et ailleurs par Novartis. Il est approuvé pour un usage médical aux États-Unis en juin 2006 et dans l'Union européenne en janvier 2007.
Son efficacité est similaire à celle du bévacizumab (nom commercial : Avastin, aussi vendu par Roche),, cependant, le prix du ranibizumab est beaucoup plus cher. En février 2014, l'Autorité italienne de la concurrence inflige à Roche et Novartis une amende de 182,5 millions d'euros pour entente illicite privilégiant la vente du ranibizumab.
Depuis 2021, il existe des médicaments biosimilaires.